# Serge Gainsbourg

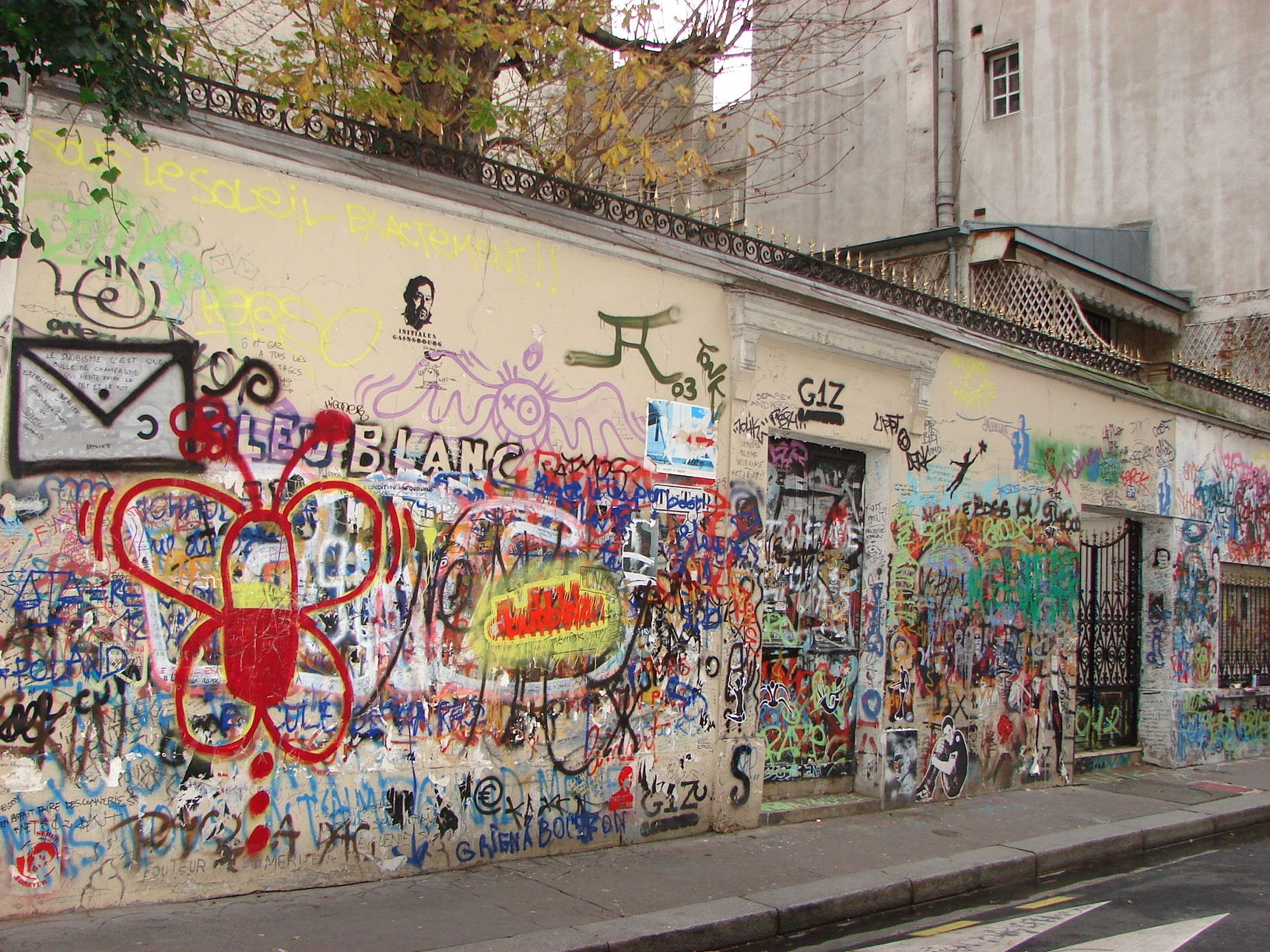
Graffiti op Gainsbourgs huis in de Rue de Verneuil in Parijs

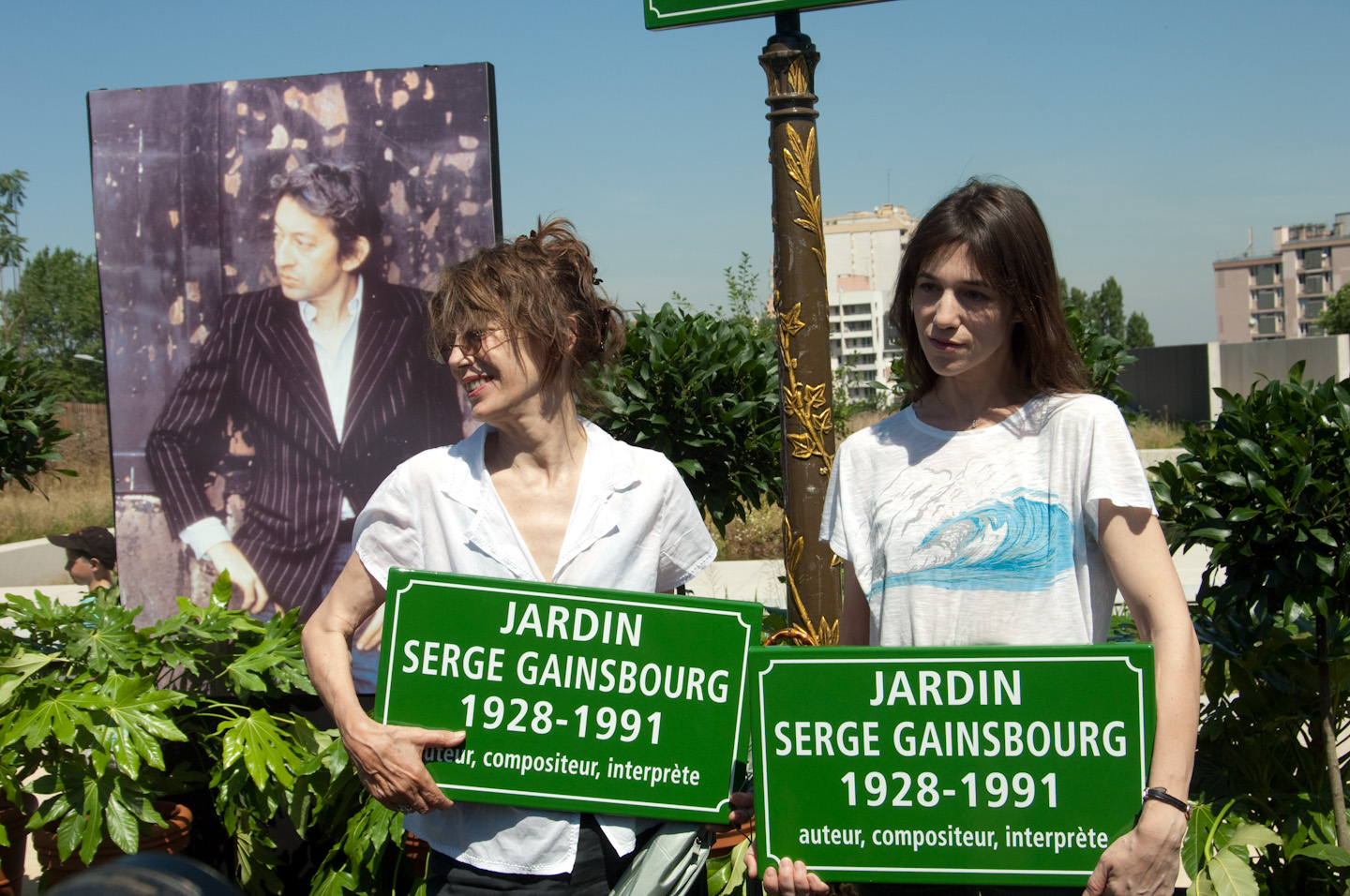
Jane Birkin en Charlotte Gainsbourg bij de inwijding van de "Jardin Serge Gainsbourg" in 2010

Serge Gainsbourg, artiestennaam van Lucien Ginsburg (Parijs, 2 april 1928 – aldaar, 2 maart 1991) was een Frans dichter, zanger, componist, acteur en regisseur.

## Persoonlijk leven
Hij werd geboren als Lucien Ginsburg in Parijs als de zoon van Joods-Oekraïense ouders uit Charkov (Oekraïne) die hun geboorteland waren ontvlucht na de Russische Revolutie. Zijn vader was een pianist die ook aan schilderkunst deed, zijn moeder was mezzosopraan. Hij bracht zijn jeugd door in Parijs, waar zijn vader piano speelde in een bar en zijn moeder les gaf aan een conservatorium. De Ginsburgs kregen in 1932 de Franse nationaliteit, die hen tijdens de Tweede Wereldoorlog tijdelijk ontnomen werd door het Vichy-regime. Onder de Duitse bezetting moesten ze de davidster dragen in Parijs en doken ze onder om aan deportatie te ontsnappen.
Gainsbourg heeft zijn middelbaar onderwijs niet volledig afgemaakt, maar volgde lessen schilderkunst, onder meer bij Fernand Léger, in de vergeefse hoop een groot schilder te worden. Tijdens zijn militaire dienst werd hij regelmatig gestraft wegens gebrek aan discipline en raakte hij gewend aan zwaar alcoholgebruik. Tot zijn twintigste kwam hij aan de kost door allerlei beroepen. Uiteindelijk kreeg hij een zeker succes als crooner in casino's en nachtclubs.  
Sinds 1947 had hij een relatie met de surrealistische schilderes Élisabeth Levitsky, de dochter van Russische aristocraten, met wie hij in 1951 huwde. Nadat hij in 1957 van haar gescheiden was, begon hij een relatie met Françoise-Antoinette Pancrazzi, met wie hij van 1964 tot 1966 getrouwd was en twee kinderen had (het tweede kwam er toen ze zich na hun scheiding kortstondig verzoend hadden). In 1967 had hij enkele maanden een verhouding met Brigitte Bardot. In 1968 leerde hij de Engelse actrice Jane Birkin kennen toen ze samen in een film optraden. Van haar had hij in 1971 zijn dochter Charlotte Gainsbourg. Ze gingen in 1980 uit elkaar. Het jaar daarop ging Gainsbourg samenwonen met de 21 jaar jongere mannequin Bambou (Caroline Paulus), wier vader een neef zou zijn van Friedrich Paulus maar deze verwantschap is twijfelachtig en omstreden. Hij was met haar getrouwd van 1981 tot zijn dood; in 1986 kregen ze een zoon: Lucien of Lulu Gainsbourg.
In de laatste tien jaar van zijn leven verscheen hij dikwijls op de Franse tv in talkshows, met zijn controversiële humor en provocaties. Tijdens een liveoptreden deelde hij, zichtbaar stomdronken, zijn medegenodigde Whitney Houston mee dat hij haar wilde neuken. Zijn liedjes werden steeds excentrieker, van het anti-drug 'Les Enfants de la Chance' tot het dubbelzinnige 'Lemon Incest' met zijn dochter Charlotte. Dit illustreert zijn liefde voor woordspelletjes, soms ook pijnlijk, 'Bowie, Bah Oui' (of: 'Bowie, Beau oui comme Bowie').

## Werk
Gainsbourg schreef soundtracks voor meer dan veertig films. Zelf regisseerde hij vier films: Je t'aime moi non plus, Equateur, Charlotte For Ever en Stan The Flasher.
Zijn grootste hit, Je t'aime... moi non plus veroorzaakte veel ophef vanwege het suggestieve gehijg en een tekst met een dubbele bodem. Hoewel het lied oorspronkelijk in 1967 werd opgenomen met Brigitte Bardot, werd deze versie niet uitgebracht, omdat de toenmalige echtgenoot van Brigitte Bardot, Gunter Sachs, het lied verbood. In 1969 bracht Gainsbourg de song opnieuw uit, ditmaal gezongen door zijn toekomstige vriendin Jane Birkin. In deze versie zingt zij op verzoek van Gainsbourg een octaaf hoger dan Bardot om het effect van een koorknaap te bewerkstelligen. Omdat het als 'te heet' beschouwd werd, werd dit lied in verschillende landen gecensureerd en Frankrijk werd de meest expliciete versie geheel onthouden. De controverse zorgde voor veel bekendheid en droeg eraan bij dat het de nr. 1 werd in verscheidene hitlijsten, waaronder die van het Verenigd Koninkrijk. De negatie van de tekst "moi non plus" werd eerder geciteerd door Salvador Dali en was voor Gainsbourg de inspiratie voor de tekst van dit lied. Het citaat luidde als volgt : " Picasso is een schilder, ik ook. Picasso is Spaans, ik ook. Picasso is een communist, ik ook niet".
Histoire de Melody Nelson werd uitgebracht in 1971. Het was een conceptalbum samengesteld door Jean-Claude Vannier en vooral gebaseerd op Nabokovs roman Lolita. Het heeft artiesten zoals Air, David Holmes en Beck beïnvloed. In 1975 bracht hij het album Rock Around the Bunker uit, een rockalbum dat volledig gewijd is aan het nazisme, waarin hij met zwarte humor herinneringen bovenhaalt van zijn leed en van zijn familie tijdens de Tweede Wereldoorlog. Het daaropvolgende jaar werd L'Homme à tête de chou uitgebracht met Marilou als een nieuw karakter en met veel bombastische, orkestrale muziek.
In 1978 nam hij in Jamaica een reggaeversie op van het Franse volkslied, de 'Marseillaise', 'Aux Armes et cetera' , samen met de band van Bob Marley, The Wailers. Hierom kreeg hij doodsbedreigingen van rechtse veteranen uit de Algerijnse Onafhankelijkheidsoorlog. Kort daarna kocht Gainsbourg het originele manuscript van de Marseillaise. Hiermee toonde hij de critici aan dat zijn versie dichter bij het origineel was omdat in het origineel de woorden "Aux armes et cætera..." voorkomen in het refrein. Het jaar daarop werd zijn Gainsbarre-look officieel voorgesteld in de film Ecce Homo. In deze periode bracht hij Love On The Beat en zijn laatste studioalbum You're Under Arrest uit, evenals twee live-cd's.
Toen Zizi Jeanmaire zich ging toeleggen op het chanson koos ze bij voorkeur liederen van Serge Gainsbourg, die centraal staan in haar albums Au Casino de Paris (1972) en Bombino (1977). Een van de vertolkers van zijn muziek was ook Petula Clark, wier succes in Frankrijk vooral te danken was aan het zingen van Gainsbourgs muziek. In 2003 schreef ze 'La Chanson de Gainsbourg' als een eerbetoon aan de componist van sommige van haar grootste hits. Gainsbourg is ook de componist van Poupée de cire, poupée de son, waarmee France Gall het Eurovisiesongfestival won voor Luxemburg.

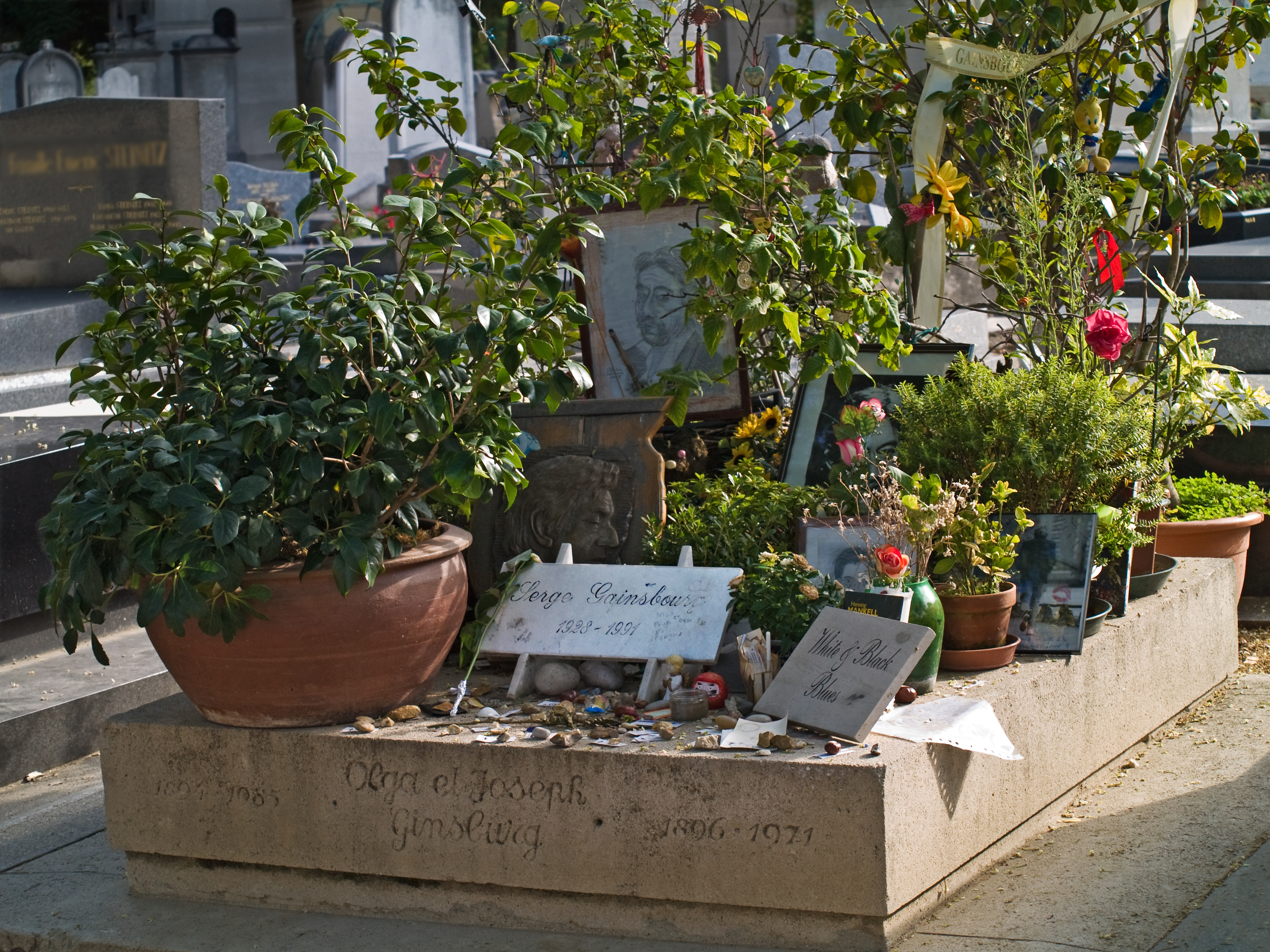
Graftombe van Serge Gainsbourg en zijn ouders Olga en Joseph Ginsburg op het kerkhof van Montparnasse in Parijs

## Overlijden
Gainsbourg overleed op 2 maart 1991 aan zijn vijfde hartaanval en werd begraven op het kerkhof van Montparnasse te Parijs, alwaar hij werd bijgezet in het graf van zijn ouders. Zijn huis op het beroemde adres 5bis Rue de Verneuil is nog steeds volledig bedekt met graffiti en gedichten, evenals met foto's van belangrijke figuren in zijn leven, waaronder Bardot en Birkin. Ook liggen er metrokaartjes verwijzend naar zijn debuutsingle "Le poinçonneur des Lilas" (de kaartjesknipper van metrostation Lilas).

## Discografie

### Alle albums
- 1958 - Du chant à la une!
- 1959 - N°2
- 1961 - L'Etonnant Serge Gainsbourg
- 1962 - N°4
- 1963 - Gainsbourg confidentiel
- 1964 - Gainsbourg percussions
- 1967 - Anna (soundtrack)
- 1968 - Bonnie and Clyde
- 1968 - Initials B B
- 1969 - Mister Freedom (soundtrack)
- 1970 - Cannabis (soundtrack)
- 1971 - Histoire de Melody Nelson
- 1973 - Vu de l'exterieur
- 1975 - Rock Around the Bunker
- 1976 - Je t'aime moi non plus (soundtrack)
- 1976 - L'Homme à tête de chou
- 1977 - Madame Claude (soundtrack)
- 1979 - Aux armes et caetera
- 1980 - Enregistrement public au théâtre Le Palace
- 1980 - Je vous aime (soundtrack)
- 1981 - Mauvaises nouvelles des étoiles
- 1984 - Love on the beat
- 1986 - Gainsbourg Live
- 1986 - de Tenue de soirée (Putain de film !) (soundtrack)
- 1987 - You're Under Arrest
- 1989 - Le Zénith de Gainsbourg (live)
- 1989 - De Gainsbourg à Gainsbarre (9cd-box)
- Jane Birkin - Serge Gainsbourg (1969) (SG)
- Di Doo Dah (1973)
- Lolita Go Home (1975) (SG)
- Ex-Fan des Sixties (1978) (SG)
- Baby Alone in Babylone (1983) (SG)
- Lost Song (1987) (SG)
- Jane Birkin au Bataclan (1987) (live, SG)
- Amour des Feintes (1990) (SG)
- Intégral Casino de Paris (1992) (live)
- Version Jane (1996)
- Intégral Olympia (1996) (live)
- The Best Of (1998) (compilatie)
- À la légère (1999)
- Arabesque (2002)
- Rendez-vous (2004)
- Fictions (2006)

(SG) = albums geschreven door Serge Gainsbourg voor Jane Birkin

### Albums in de Vlaamse Ultratop 50
| Album met hitnotering(en) in de Vlaamse Ultratop 200 albums | Datum van verschijnen | Datum van binnenkomst | Hoogste positie | Aantal weken | Opmerkingen |
| ----------------------------------------------------------- | --------------------- | --------------------- | --------------- | ------------ | ----------- |
| Les 100 plus belles chansons                                | 2005                  | 05-03-2005            | 80              | 2            |             |
| Best of Gainsbourg - comme un boomerang                     | 2011                  | 05-03-2011            | 23              | 9            |             |
| Gainsbourg - intégrale 20ème anniversaire                   | 2011                  | 12-03-2011            | 92              | 1            |             |
| London Paris 1963-1971                                      | 2016                  | 05-03-2016            | 101             | 4            |             |
| Gainsbourg & co                                             | 2016                  | 12-03-2016            | 66              | 6*           |             |

### Singles
| Single met eventuele hitnotering(en) in de Nederlandse Top 40 | Datum van verschijnen | Datum van binnenkomst | Hoogste positie | Aantal weken | Opmerkingen                             |
| ------------------------------------------------------------- | --------------------- | --------------------- | --------------- | ------------ | --------------------------------------- |
| Je t'aime... moi non plus                                     |                       | 24-05-1969            | 2               | 29           | met Jane Birkin / hit van het jaar 1969 |
| La décadanse                                                  |                       | 26-02-1972            | tip4            | -            | met Jane Birkin                         |
| Je t'aime... moi non plus                                     |                       | 02-02-1974            | 4               | 10           | met Jane Birkin / opnieuw uitgebracht   |
| Daisy temple                                                  |                       | 16-06-1979            | tip16           | -            |                                         |

### NPO Radio 2 Top 2000
| Nummer met noteringen in de NPO Radio 2 Top 2000 | '99 | '00  | '01  | '02  | '03  | '04  | '05  | '06  | '07  | '08  | '09  | '10 | '11  | '12  | '13  |
| ------------------------------------------------ | --- | ---- | ---- | ---- | ---- | ---- | ---- | ---- | ---- | ---- | ---- | --- | ---- | ---- | ---- |
| Je t'aime… moi non plus (met Jane Birkin)        | 933 | 1140 | 1441 | 1910 | 1822 | 1309 | 1641 | 1729 | 1723 | 1629 | 1733 | -   | 1764 | 1511 | 1980 |

1. ↑  Een '-' betekent dat het nummer niet was genoteerd en een vetgedrukt getal geeft de hoogste notering aan.
2. ↑  Deze tabel is bijgewerkt tot en met de laatste editie (2024).

## Filmografie

### Als regisseur
- 1976 - Je t'aime moi non plus
- 1981 - Le Physique et le Figuré (kortfilm)
- 1983 - Équateur
- 1986 - Charlotte for Ever
- 1990 - Stan the flasher

### Als acteur
- 1959 - Voulez-vous danser avec moi ? van Michel Boisrond: Léon
- 1960 - La Rivolta Degli Schiavi van Nunzio Malasomma: Corvino
- 1961 - Sansone van Gianfranco Parolini: Warkalla
- 1962 - La furia di Ercole van Gianfranco Parolini: Menistus
- 1963 - Strip-tease van Jacques Poitrenaud: pianist
- 1963 - L'Inconnue de Hong Kong van Jacques Poitrenaud: pianist
- 1966 - Carré de dames pour un as van Jacques Poitrenaud: man die een vuurtje vraagt
- 1966 - Le Jardinier d'Argenteuil van Jean-Paul Le Chanois: Patrick Gérard
- 1967 - L'Inconnu de Shandigor van Jean-Louis Roy: "chef des Chauves"
- 1967 - Toutes folles de lui van Norbert Carbonnaux
- 1967 - Estouffade à la Caraïbe van Jacques Besnard: Clyde
- 1968 - Ce sacré grand-père van Jacques Poitrenaud: Rémy
- 1968 - Erotissimo van Gérard Pirès: verdachte man
- 1968 - Vivre la nuit van Marcel Camus: Mathieu
- 1968 - Le Pacha van Georges Lautner: zichzelf
- 1969 - Mister Freedom van William Klein: M. Drugstore
- 1969 - Slogan van Pierre Grimblat: Serge
- 1969 - Les Chemins de Katmandou van André Cayatte: Ted
- 1969 - Paris n'existe pas van Robert Benayoun: Laurent
- 1970 - Cannabis van Pierre Koralnik: Serge Morgan
- 1971 - 19 djevojaka i mornar van Milutin Kosovac: zeeman
- 1971 - Romance of a Horsethief van Abraham Polonsky: Sigmund
- 1972 - The Day the Clown Cried van Jerry Lewis (onvoltooid)
- 1972 - Trop jolies pour être honnêtes van Richard Balducci: Albert
- 1973 - La morte negli occhi del gatto van Antonio Margheriti: politie-inspecteur
- 1974 - La Dernière Violette (kortfilm) van André Hardellet: moordenaar
- 1975 - Sérieux comme le plaisir van Robert Benayoun: een onbekende
- 1980 - Je vous aime van Claude Berri: Simon
- 1982 - Le Grand Pardon van Alexandre Arcady: cambio
- 1986 - Charlotte for Ever van hemzelf: Stan
- 1988 - Jane B. par Agnès V. van Agnès Varda: zichzelf tijdens repetitie
- 1990 - Stan the flasher van hemzelf: een vriend van David

### Biopic
- Joann Sfar, Gainsbourg, vie héroïque, 2010 (biografische film)